# Kraksat
KRAKsat – nanosatelita klasy CubeSat, jeden z pierwszych, w których do sterowania orientacją wykorzystano ciecz magnetyczną. Jest piątym polskim satelitą, zbudowanym przez studentów Akademii Górniczo-Hutniczej oraz Uniwersytetu Jagiellońskiego we współpracy z firmą SatRevolution. Głównym zadaniem satelity było zbadanie zachowania ferrofluidu w warunkach nieważkości pod wpływem zmiennego pola magnetycznego.
Firma Satrevolution na potrzeby misji dostarczyła platformę satelitarną SR-NANO-BUS, w skład której wchodziły m.in. moduły zasilania i komunikacji, a także konstrukcję mechaniczną satelity wraz z panelami słonecznymi. Zespół studencki odpowiedzialny był za realizację eksperymentalnego ładunku użytecznego, oprogramowania i systemu stacji naziemnej oraz kontroli misji.

## Misja

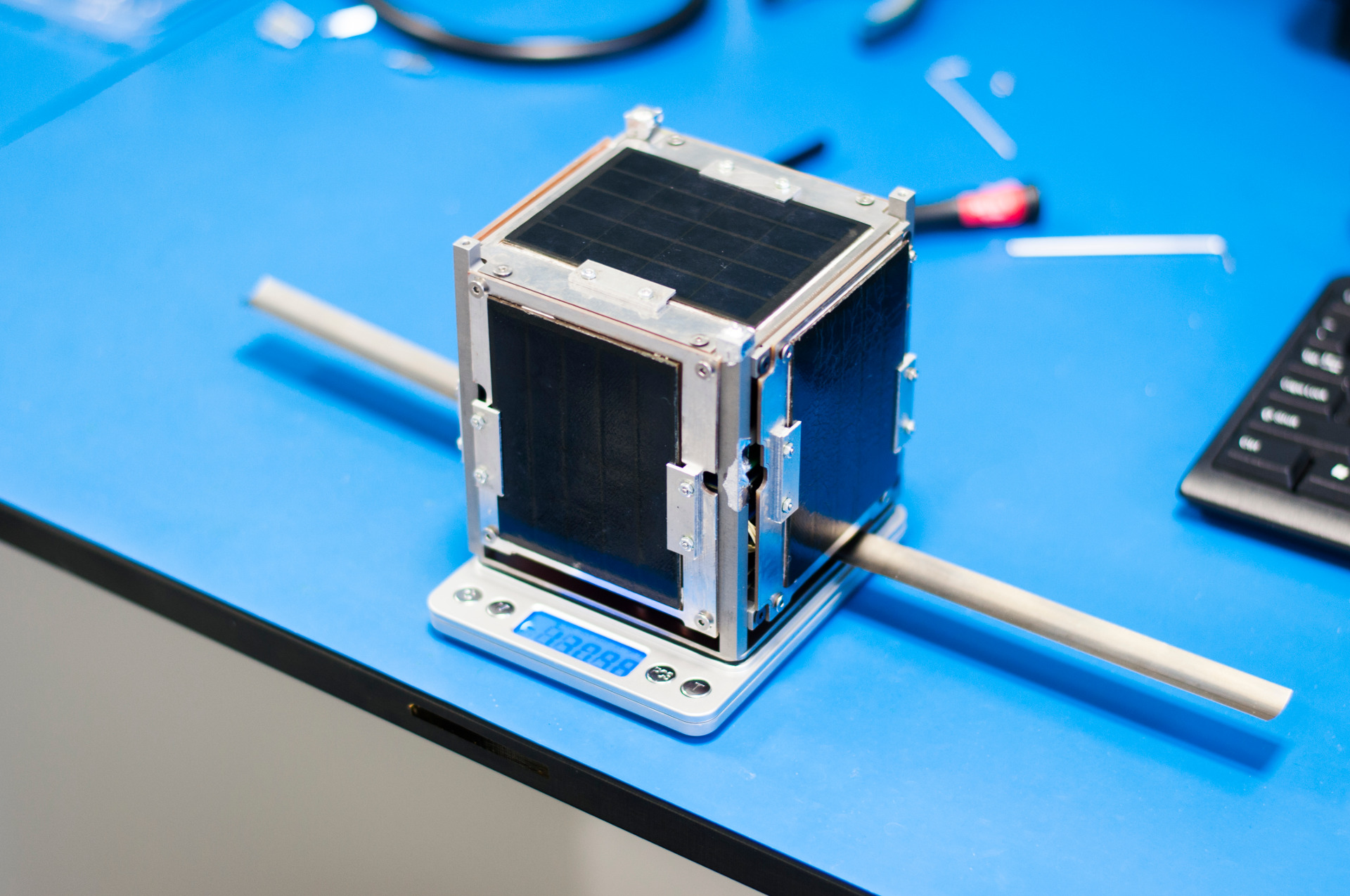
Testowy model KRAKsat

Satelita KRAKsat został wyniesiony na orbitę okołoziemską 17 kwietnia 2019 roku o 20:46 (UTC)  z Mid-Atlantic Regional Spaceport, przy Wallops Flight Facility w USA a następnie dostarczony na ISS. Start przeprowadzono z wykorzystaniem statku Cygnus i rakiety Antares w ramach misji NG-11.
3 lipca 2019 roku KRAKsat został umieszczony na niskiej orbicie okołoziemskiej. Nastąpiło to o 02:55 (UTC) z wykorzystaniem specjalnego dyspensera znajdującego się w japońskim module Kibo.
15 sierpnia 2019 roku zespół projektu KRAKsat poinformował o awarii satelity związanej z systemem zasilania: Nasz satelita wpadł w niekończącą się pętlę restartów, w której znajduje się nieprzerwanie od kilkunastu dni. Kłopoty z dostarczeniem napięcia na baterie sprawiają, że KRAKsat ma zbyt mało energii, by przeprowadzić jakiekolwiek działania. Satelita się rozładowuje, wyłącza, następnie minimalnie ładuje, ponownie uruchamia i znów wyłącza, ponieważ samo uruchomienie zużywa całą dostępną moc. 

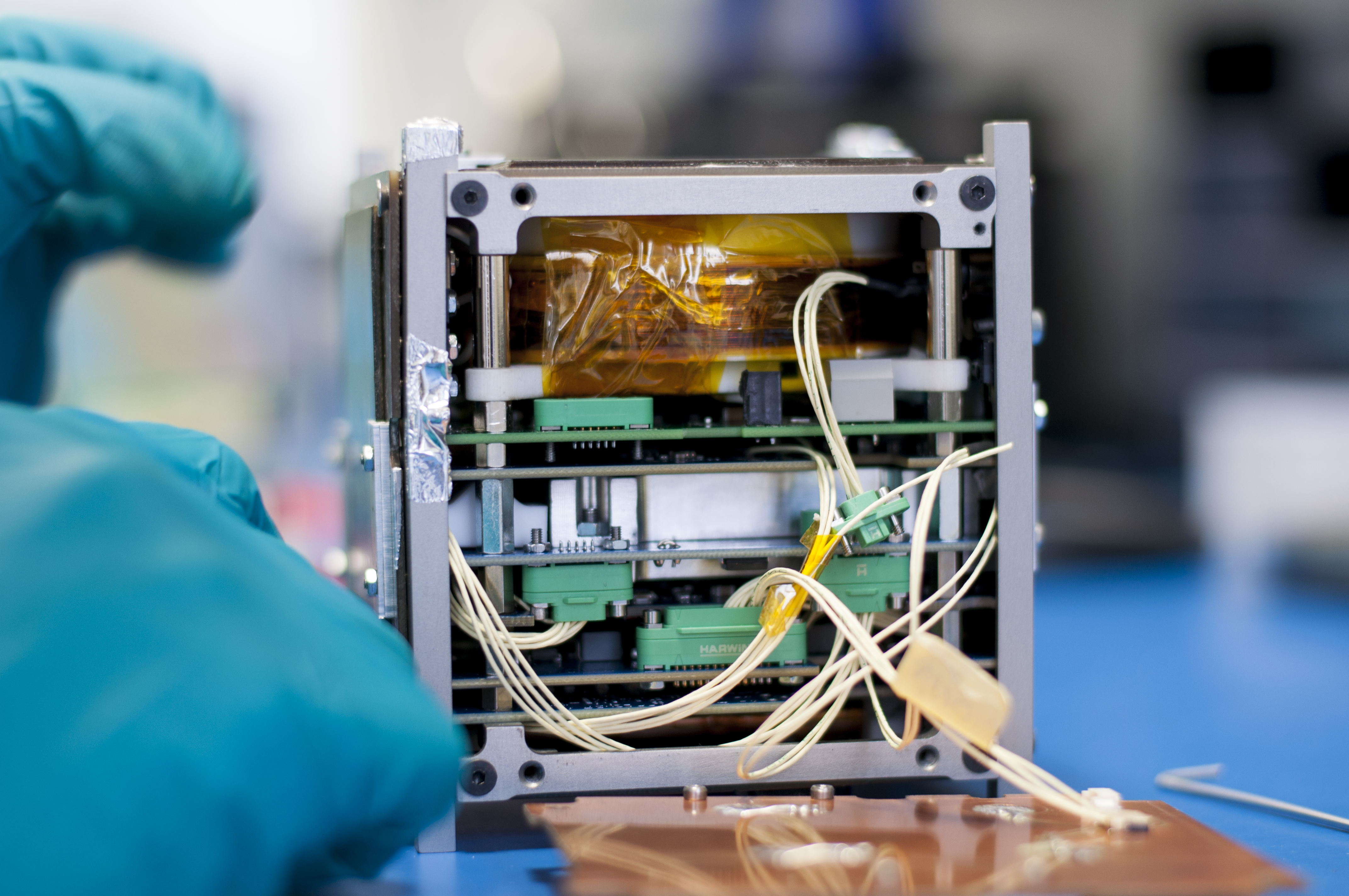
Testowy model KRAKsat - widok na wnętrze

W nocy z 17 na 18 stycznia 2022 roku nastąpiła deorbitacja satelity. 

## Eksperyment
Głównym zadaniem satelity było zbadanie możliwości wykorzystania ferrofluidu w systemach sterujących jego orientacją w przestrzeni. W tym celu stworzono mechanizm składający się z obudowy oraz cewki magnetycznej. Wewnątrz tego układu znajdował się stalowy zbiornik z 11 cm³ ferrofluidu otoczony przez osiem elektromagnesów ułożonych promieniście. Generowane przez nie pole magnetyczne miało wprawić w ruch wirowy ferrofluid, co powinno zmienić prędkość obrotową satelity w kierunku przeciwnym do kierunku ruchu ferrofluidu.
Pobocznym celem misji było dokonanie pomiarów temperatury, pola magnetycznego i natężenia światła. Wyniki eksperymentu oraz pomiarów mogły być zapisane w 8 megabajtowej pamięci flash zaimplementowanej w konstrukcji satelity.

## Wyniki eksperymentu
Popełnione w trakcie realizacji projektu błędy doprowadziły do niepowodzenia misji. Przez pierwsze dwa tygodnie od momentu wystrzelenia z Międzynarodowej Stacji Kosmicznej z KRAKsatem nie było łączności; nie transmitował również automatycznego cyklicznego statusu. 16 lipca 2019 roku odezwał się po raz pierwszy, a dzień później przeprowadzono pierwszą sesję komunikacyjną, podczas której nawiązano obustronną łączność. Prawdopodobnie ze względu na złą kalkulację budżetu energetycznego, poziom energii w bateriach urządzenia nieustannie jednak malał, a problemy z pamięcią flash i skumulowane błędy projektowe uniemożliwiły przeprowadzenie eksperymentu podczas 2 tygodni poprawnego funkcjonowania satelity. 30 lipca 2019 roku KRAKsat wpadł w pętlę restartów, w której pozostał do aż do deorbitacji. Liczba wykonanych przez satelitę restartów wyniosła 1713728.
Satelita zakończył swoją misję w nocy z 17 na 18 stycznia 2022 roku i całkowicie spłonął w atmosferze ziemskiej.